# Pital (San Carlos)
Pital es el sexto distrito del cantón de San Carlos, en la provincia de Alajuela, de Costa Rica.

## Historia
Pital fue creado el 5 de noviembre de 1948 por medio de Decreto 36.

## Ubicación
Está ubicado en la región septentrional del país y limita con tres distritos; Venecia al sur, Cutris y Aguas Zarcas al oeste. Mientras que al norte colinda con Nicaragua y al este con la provincia de Heredia.
Se ubica a 28,6 km al noreste de Ciudad Quesada y 91,9 km (2 horas 30 minutos) al noroeste de San José la capital de la nación.

## Geografía
Pital cuenta con un área de 379,27 km² y una altitud media de 156 m s. n. m.
Está ubicado a poca altitud, porque gran parte del distrito se ubica en las llanuras de San Carlos.

## Demografía
Para el año 2022, Pital cuenta con una población estimada de 20 259 habitantes, y para el último censo efectuado, en 2011, Pital contaba con una población de 17 318 habitantes.

## Localidades
- Barrios: Bosque, Comarca, San Cristóbal.
- Poblados: Ángeles, Boca Sahíno, Boca Tapada, Boca Tres Amigos, Cabra, Canacas, Caño Chu, Cerro Blanco (San Marcos), Cuatro Esquinas, Chaparrón, Chirivico (Coopeisabel), Encanto, Fama (Carmen), Flor, I Griega, Josefina, Legua, Ojoche, Ojochito, Palmar, Pegón, Piedra Alegre, Puerto Escondido, Quebrada Grande, Sahíno, San Luis, Santa Elena, Tigre, Trinchera, Vegas, Veracruz, Vuelta Bolsón (parte), Vuelta Tablón, Yucatán.

## Economía
La economía se basa en el cultivo extensivo de piña con fines de exportación.
La ganadería de carne y leche también tiene una gran relevancia en la zona, ya que actualmente Pital es el segundo distrito que más leche produce en el cantón.
Pital Centro, cuenta con servicios de salud, educativos, financieros, alimentación y algunos lugares de alojamiento.
El comercio está representado por supermercados, tiendas y locales en los que destaca la venta de alimentos, calzado, ropa y artículos para el hogar.
También cuenta con una estación de radio llamada Radio Cultural Pital (88.3 FM) que difunde comunicaciones locales y es parte del Proyecto de Pequeñas Emisoras Culturales del Instituto Costarricense de Enseñanza Radiofónica.

## Transporte

### Carreteras
Al distrito lo atraviesan las siguientes rutas nacionales de carretera:
- Ruta nacional 4
- Ruta nacional 250
- Ruta nacional 744
- Ruta nacional 745
- Ruta nacional 746